# Eulithis colorata
Eulithis colorata är en fjärilsart som beskrevs av Fabricius 1794. Eulithis colorata ingår i släktet Eulithis och familjen mätare. Inga underarter finns listade i Catalogue of Life.